# Вулканическая бомба
Вулкани́ческая бо́мба — жидкий или пластичный сгусток лавы, выброшенный из кратера вулкана во время его извержения, и частично или полностью затвердевший в полёте.

## Описание

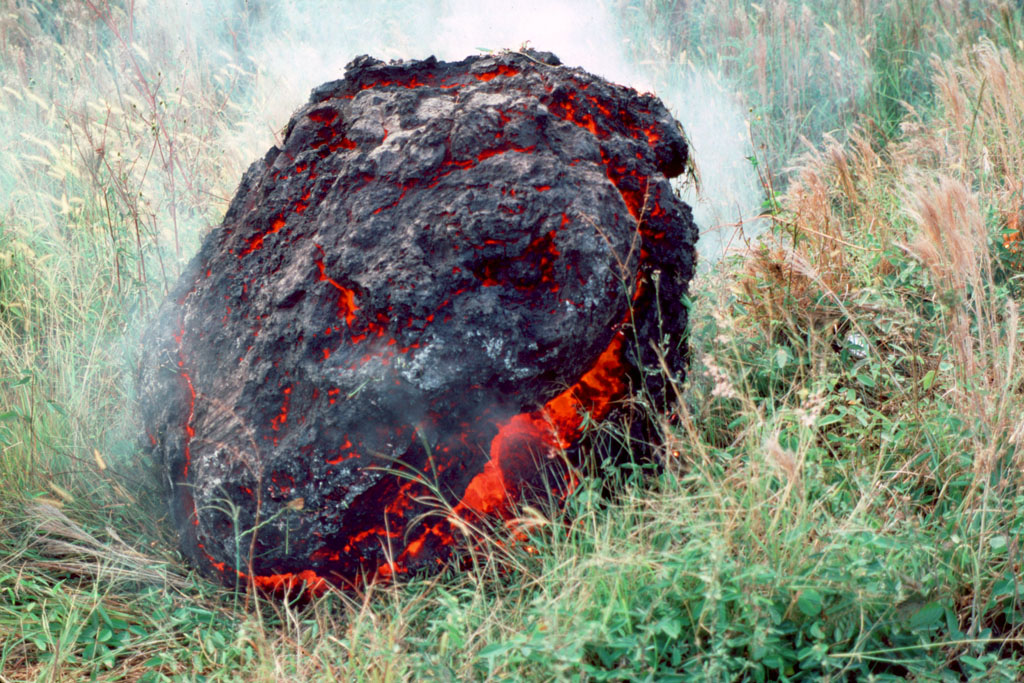
Вулканическая бомба, «выброшенная» вулканом Килауэа в 1983 году.

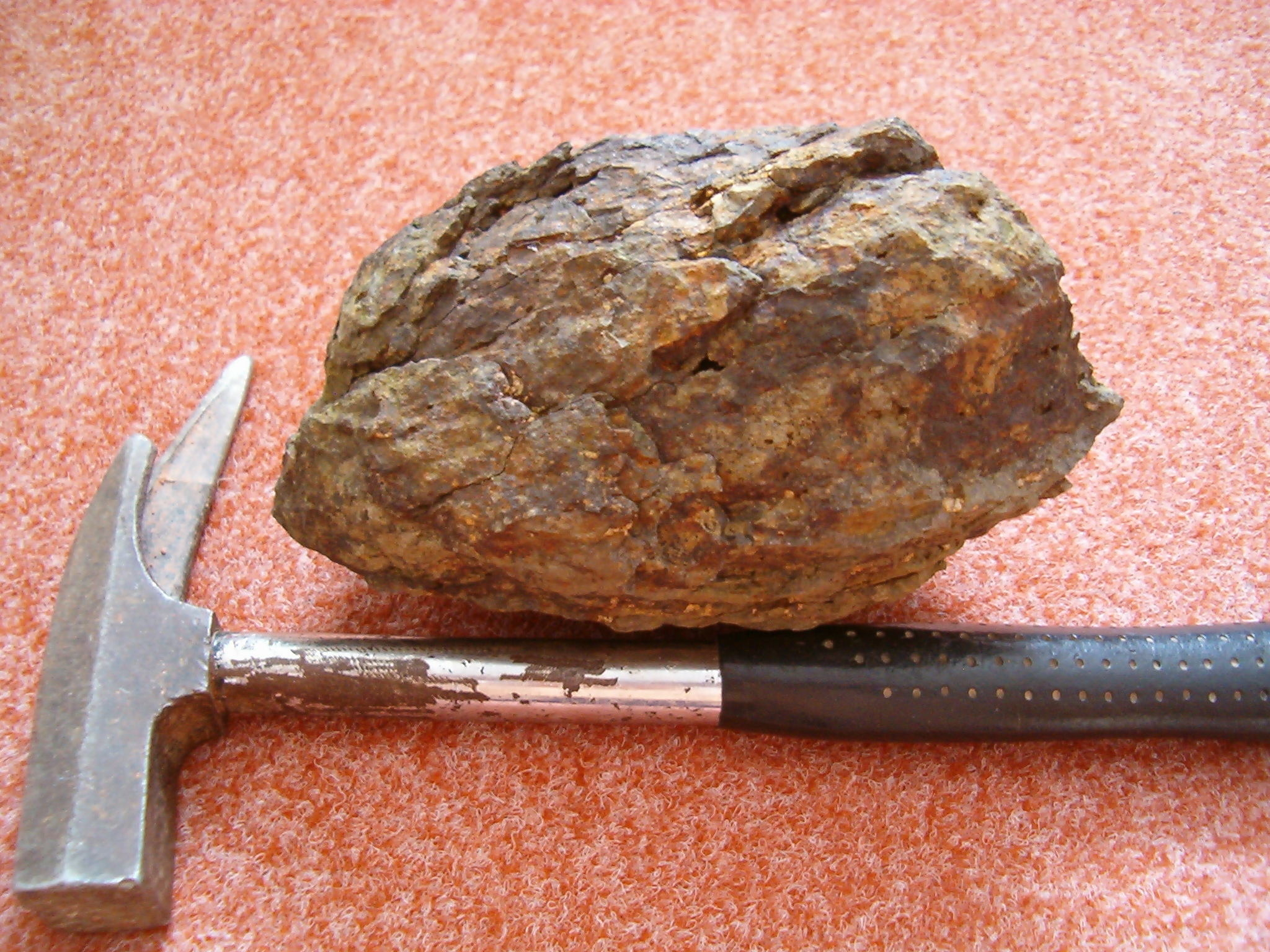
Вулканическая бомба, найденная в Чехии.

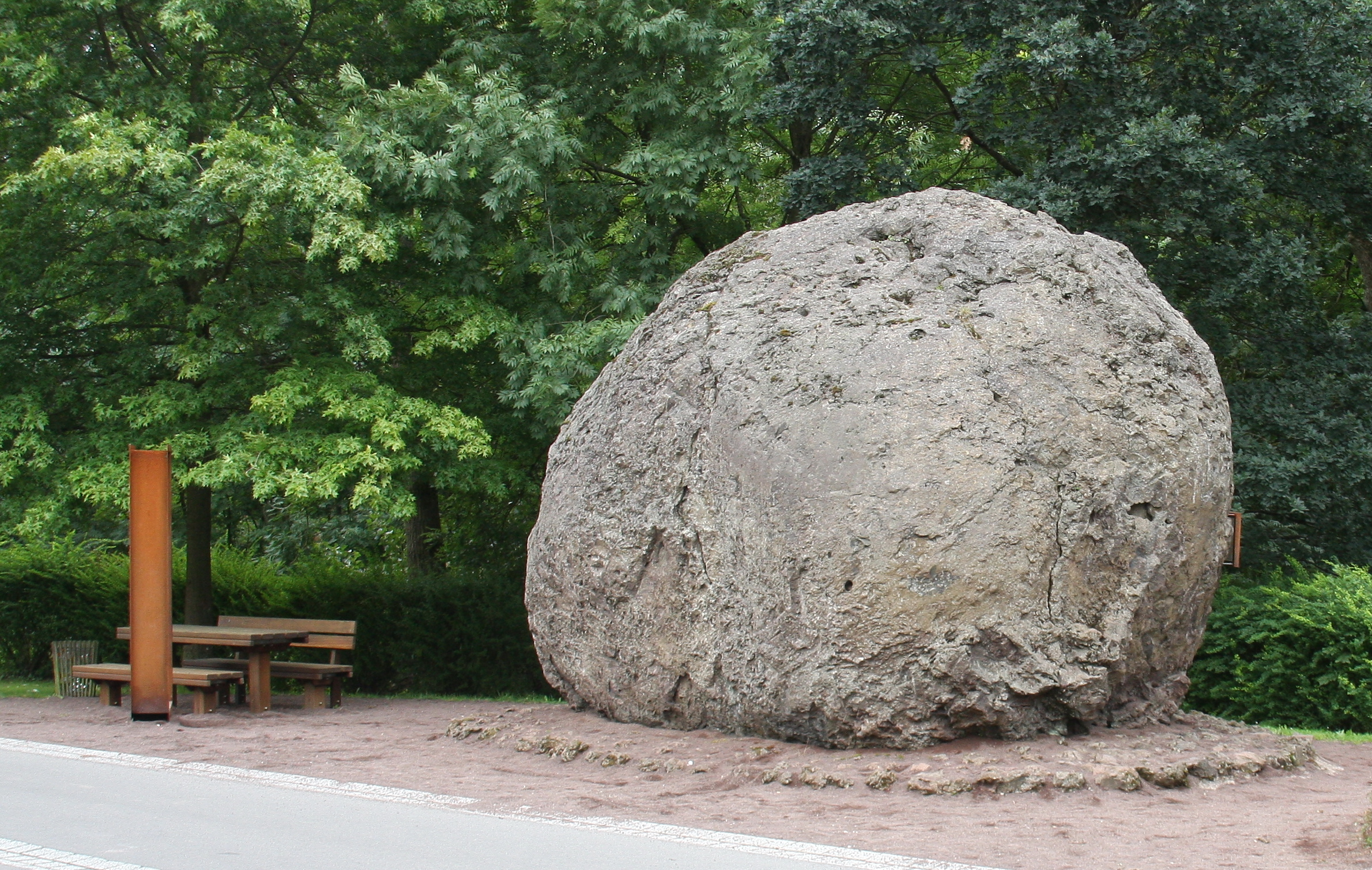
Вулканическая бомба, в Штроне, Рейнланд-Пфальц, Германия, диаметром 5 метров и массой 120 тонн. Это было вызвано извержением вулкана в 8300 году до нашей эры.

Твёрдые продукты извержения выбрасываются или в виде пепла, или в виде более значительных кусков. Небольшим обломкам дают название лапилли, более крупным — вулканических бомб.
Форма вулканической бомбы обычно зависит от её состава, вязкости лавы и условий полёта. В результате вращения в полёте вулканическая бомба может приобрести витую либо веретенообразную форму. Из-за пластичной консистенции вулканические бомбы часто меняют форму во время полёта или при ударе о землю. Жидкие лавы, не успевающие охладиться в воздухе, при ударе о землю приобретают коржеобразную форму. Маловязкие лавы (базальтовые), вращаясь, приобретают в полёте веретенообразную или грушевидную форму. Вязкие лавы приобретают округлую форму.
Внутреннее содержимое вулканической бомбы может быть пористым или пузырчатым, в то время как её наружная корка из-за быстрого охлаждения в воздухе становится плотной и стекловидной. Диаметр вулканической бомбы может достигать семи метров, хотя обычно не превышает нескольких сантиметров. Во время взрыва вулкана из кратера могут вылетать вулканические бомбы массой до нескольких тонн.
Обычно вулканические бомбы можно найти на склонах любого активного вулкана.

## Разновидности
- Вулканические бомбы гавайского типа — очень жидкие высокотемпературные выбросы из вулканов соответствующего типа. Такие бомбы, как правило, расплющиваются при ударе об землю[3].